# Maria Mies
Maria Mies (Steffeln, 6 de fevereiro de 1931 – 16 de maio de 2023) foi uma socióloga alemã, reconhecida internacionalmente pela publicação de livros sobre feminismo, ecofeminismo e ajuda ao desenvolvimento.
Professora emérita da Universidade de Ciências Aplicadas de Colônia, ela é também conhecida como ativa crítica da globalização e integrante da ala feminista do grupo Attac.
Iniciou sua pesquisa examinando os efeitos da colonização e subordinação das mulheres no sistema econômico da Índia, inspirando-se nas teses de Rosa Luxemburgo sobre a acumulação primitiva de capital.

## Morte
Mies morreu no dia 16 de maio de 2023, aos 92 anos.

## Obras selecionadas
- Indian Women and Patriarchy : Conflicts and Dilemmas of Students and Working Women. New Delhi: Concept (1980). (em inglês)
- Lace Makers of Narsapur: Indian Housewives Produce for the World Market. London: Zed Books (1982). ISBN 0-86232-032-1 (em inglês)
- Ecofeminism. London: Zed Books (1993). ISBN 1-85649-156-0 (em inglês) - em coautoria com Vandana Shiva
- Patriarchy and Accumulation On A World Scale: Women in the International Division of Labour. London: Zed Books (1999). ISBN 1-85649-735-6 (em inglês)
- The Subsistence Perspective: Beyond the Globalised Economy. London: Zed Books (2000). ISBN 1-85649-776-3 (em inglês) - em coautoria com Veronika Bennholdt-Thomsen
- The Daughters of Development: Women in a Changing Environment. London: Zed Books (1998). ISBN 1-85649-588-4 (em inglês) - em coautoria com Sinith Sittirak
- The Village and the World: My Life, Our Times. North Melbourne: Spinifex Press (2011). ISBN 1-876756-82-9 (em inglês)